# Go-Horikawa
Go-Horikawa (後堀河天皇, Go-Horikawa-tennō; 22 marzo 1212 – 31 agosto 1234) è stato l'86º imperatore del Giappone secondo il tradizionale ordine di successione.

## Biografia
L'imperatore Chūkyō abdicò improvvisamente per via di una situazione politica divenuta insostenibile. Venne designato come erede Go-Horikawa che salì al trono nel 1221, ma per via della sua giovane età fu suo padre, il principe Morisada a governare per pochi anni. Il suo regno terminò poi nel 1232, due anni prima della sua morte. Il suo nome personale era Yutahito-shinnō  (茂仁親王?, Yutahito-shinnō ).
Discendeva dall'imperatore Takakura. Dall'imperatrice Kujō (Fujiwara) Sonshi (九条（藤原）竴子) ebbe il principe Mitsuhito (秀仁親王) (che diventerà l'imperatore Shijō)  Alla sua morte il corpo venne sepolto al Kannon-ji no Misasagi, città di Kyoto. Altre sue compagne furono Sanjō e Konoe.